# 坎貝爾鎮區 (密蘇里州波爾克縣)
坎貝爾鎮區（英語：Campbell Township）是位於美國密蘇里州波爾克縣的一個行政鎮區。

## 地方資料
坎貝爾鎮區的面積為60.88平方千米，當中陸地面積為60.67平方千米，而水域面積為0.21平方千米。根據2020年美國人口普查的數據，當地共有人口605人，而人口密度為每平方千米9.94人。